# Walckenaeria orientalis
Walckenaeria orientalis är en spindelart som först beskrevs av Tatyana I. Oliger 1985.  Walckenaeria orientalis ingår i släktet Walckenaeria och familjen täckvävarspindlar. Inga underarter finns listade i Catalogue of Life.